# غالون جاف
الغالون الأمريكي الجاف بالإنجليزية dry gallon ، المعروف أيضًا باسم غالون الذرة أو غالون الحبوب، هو مقياس بريطاني تاريخي جاف للحجم تم استخدامه لقياس الحبوب والسلع الجافة الأخرى والتي كان أول تعريف رسمي مسجل لها، في عام 1303، هو حجم 8 رطل 3,6 كغ من القمح. لا يتم استخدامه في وحدات القياس العرفية الأمريكية عليه في الولايات المتحدة - على الرغم من وجوده ضمنيًا حيث أن المقاييس الجافة الأمريكية للبوشل والبيك كورات (وحدة قياس) والباينت لا تزال مستخدمة - ولم يتم تضمينه في المعهد الوطني للمعايير و التقنية الذي تعترف به العديد من الولايات الأمريكية كسلطة في قانون القياس.
يكون غالون السائل الأمريكي أصغر بحوالي 14.1% من الغالون الجاف، في حين أن غالون السائل الإمبراطوري أكبر بحوالي 3.2%.
كانت قيمته الضمنية في نظام الولايات المتحدة في الأصل بوشل وينشستر، والذي كان مقياسًا أسطوانيًا يبلغ 18,5 بوصة (47 سم ) وقطرها 8 بوصة ( 20,3 سم ) في العمق، مما جعل الغالون الجاف عددًا غير كسري ب بوصة مكعبة التي كانت قيمتها إلى سبعة أرقام معنوية 268.8025 بوصة مكعبة (4.404884 ل)، أو 9.252 × π بوصة مكعبة بالضبط. نظرًا لتعريف البوشل لاحقًا بأنه 2150.42 بوصة مكعبة بالضبط، أصبح هذا الرقم هو القيمة الدقيقة للغالون الجاف (268.8025 بوصة مكعبة يعطي بالضبط 4.40488377086 لتر ) . 